# X-Men: Evolution
X-Men: Evolution is een Amerikaanse animatieserie gebaseerd op het Marvel Comics superheldenteam, de X-Men.
In tegenstelling tot de vorige X-Men animatieserie zijn in deze serie veel karakters tieners terwijl deze in veel andere incarnaties volwassen zijn. Dit was omdat de serie was gericht op een jonger publiek dan de strips. Naast dat ze les kregen op Xavier’s mutantenschool, zaten de tieners in X-Men ook op de gewone school Bayville High, in de fictieve stad Bayville.
De serie liep van november 2000 tot oktober 2003, met een totaal van 52 afleveringen. In Vlaanderen werd het uitgezonden op VTM bij TamTam.

## Verhaal

### Seizoen 1
In het eerste seizoen werden de hoofdpersonages geïntroduceerd en werd de basis gelegd voor latere verhaallijnen. Het originele X-Men team in deze serie bestond uit Cyclops, Wolverine, Professor X, Storm en Jean Grey. Dit werd al snel uitgebreid met Nightcrawler in de eerste aflevering, Shadowcat in de tweede, Rogue in de derde ontdekt maar zit aan het einde van de zevende aflevering echt in het groepje en Spyke in de vijfde. Ook werd in dit seizoen de Brotherhood of Mutants geïntroduceerd, waarvan de meeste leden eveneens nog tieners waren. De Brotherhood in dit eerste seizoen bestond uit Toad, Avalanche, Blob en Quicksilver, onder leiding van Mystique. In de seizoensfinale werd onthuld dat Mystique’s opdrachtgever Magneto was.
In de dertien afleveringen die dit seizoen telde ontdekte Nightcrawler dat Mystique zijn biologische moeder is, liep Rogue over naar de X-Men, vond Wolverine antwoorden op de vele vragen over zijn verleden en vocht het team tegen Professor X’ halfbroer Cain Marko; alias Juggernaut.
In de finale van dit seizoen bouwde Magneto een enorm ruimtestation genaamd Asteroid M, en liet de X-Men en zijn eigen Brotherhood met elkaar vechten om te bepalen welke mutanten het voorrecht kregen mee te gaan naar dit ruimtestation. Mystique verloor haar gevecht met Storm, waarna Magneto haar dumpte. Cyclops ontdekte dat zijn broer Havok het vliegtuigongeluk dat hun ouders het leven kostte ook overleefd heeft, waarna beide door Magneto worden meegenomen. Eenmaal in Asteroid M probeerde Magneto de krachten van de gekozen mutanten te versterken en hun emoties uit te schakelen. Uiteindelijk werd Asteroid M vernietigd, waarbij Magneto en Mystique lijken om te komen.

### Seizoen 2
In het tweede seizoen werden een aantal nieuwe mutanten geïntroduceerd waaronder Beast. Ook bleek dat alle vijandelijke mutanten die blijkbaar omkwamen op Asteroid M nog leven. Mystique deed zich voor als Risty Wilde, een studente op Bayville High. In deze vermomming werd ze vrienden met Rogue, en via haar in wist te breken in Xaviers school. Ze stal de Cerebro files van Professor X, waarmee ze Wanda Maximoff, alias de Scarlet Witch, Magneto’s dochter en Quicksilvers tweelingzus, opspoorde. Zij sloot zich aan bij de Broterhood.
Vlak voor de finale van dit seizoen werd de telepaat Mesmero geïntroduceerd, die bezig was de mutant Apocalypse te bevrijden uit zijn gevangenis.
In de finale trainde Xavier zijn studenten voor een laatste gevecht met Magneto, waarbij ze samenwerkten met de Brotherhood. Cyclops verliet het team omdat hij weigerde met voormalige vijanden samen te moeten werken. Magneto verzamelde Sabretooth, Gambit, Pyro en Colossus om hem te helpen. Wolverine werd gevangen door Bolivar Trask om als testobject te dienen voor een nieuw antimutanten wapen; de Sentinel. Toen de Sentinel werd losgelaten op de X-Men waren ze gedwongen in het openbaar hun krachten te gebruiken. Wanda spoorde haar vader op, en probeerde hem te verpletteren met de Sentinel.
Uiteindelijk keerden de mutanten die niet waren gevangen door de Sentinel terug naar Xavier’s school, die bleek te zijn vernietigd. Cyclops en de andere studenten die op het moment van de vernietiging in de school waren bleken echter ongedeerd te zijn. Volgens Cyclops was Professor X verantwoordelijk voor de vernietiging. Op het eind confronteert de groep hem, enkel om te ontdekken dat de Professor X voor hen Mystique in vermomming is.

### Seizoen 3
Na het gevecht met de Sentinel werd het bestaan van mutanten openbaar gemaakt, waarna de meeste mensen een vijandige houding aannamen tegenover de mutanten. In de loop van het seizoen werd de echte Professor X gevonden, Mystique verslagen, de school herbouwd en keerden de X-Men terug naar Bayville High. Wanda zocht nog steeds naar haar vader, die op het laatste moment werd gered door zijn zoon Quicksilver. Magneto liet de telepathische mutant Mastermind Wanda’s geheugen aanpassen zodat ze zich niets herinnerde van wat Magneto tijdens haar jeugd allemaal had misdaan.
Spyke verliet de X-Men nadat zijn krachten door verdere mutatie oncontroleerbaar werden, en sloot zich aan bij de ondergrondse mutantengroep de Morlocks. Ook Rogue verloor de macht over haar gaven, waardoor ze in het ziekenhuis moest worden opgenomen. Hier leerde ze dat Mystique haar adoptiemoeder was. Mystique voorzag via de mutant Destiny dat haar eigen lot en dat van Rogue in handen lagen van een oude mutant die spoedig zou terugkeren. Tegen het eind van het seizoen keerde Mesmero weer terug en manipuleerde Magneto in het openen van de tweede deur van Apocalypse’ gevangenis. Vervolgens gebruikte hij Mystique en Rogue om de laatste deur te openen, en Apocalypse te bevrijden. Apocalypse versloeg met gemak de X-Men en Magneto en zijn team.

### Seizoen 4
In dit laatste seizoen van negen afleveringen stond de strijd tegen Apocalypse centraal. In de opening vermoordde Apocalypse Magneto, en Rogue doodde schijnbaar Mystique. De Brotherhood liep tijdelijk over naar de kant van de X-Men, terwijl Spyke en de Morlocks zichzelf voor het eerst openbaar maakten.
In de finale versloeg Apocalypse Professor X en Storm, en veranderde hen samen met de weer tot leven gebrachte Magneto en Mystique in zijn vier ruiters (horsemen). Hierna onthulde hij zijn plan om de gehele wereldbevolking in mutanten te veranderen. Hij liet zijn ruiters de drie piramides en de Sfinx die als krachtbron voor zijn mutatiestraal dienden bewaken. De X-Men en de Brotherhood vormden samen vier groepen om de ruiters te bevechten. Uiteindelijk wist Rogue Apocalypse te verslaan door de krachten van de jonge mutant Leach, een mutant met de gave om andere mutanten machteloos te maken, over te nemen. Nadat Apocalypse was verslagen werden zijn ruiters bevrijd van zijn invloed.

### Toekomst
Aan het eind van de laatste aflevering vertelt Professor X dat terwijl hij onder invloed was van Apocalypse, hij een visioen heeft gehad over de toekomst. Hij zag dat Magneto uiteindelijk hun bondgenoot zal worden en dat Jean Grey de Phoenix zal worden.
Boyd Kirkland bevestigde dat als er een vijfde seizoen zou zijn gemaakt, veel van deze plotwendingen erin zouden worden verwerkt, en dat Phoenix de hoofdvijand zou worden.

## Stripboek spin-offs
In januari 2002 begon Marvel Comics met het uitbrengen van een X-Men Evolutie strip, gedeeltelijk gebaseerd op de serie. De strip werd geschreven door Devin Grayson. De verkoop viel echter nogal tegen, en na negen delen werd de serie al gestopt.
De strip introduceerde onder andere de Evolution versie van de Morlocks, nog voordat ze in de animatieserie zelf verschenen. Hun uiterlijk en motivaties waren dan ook enorm verschillend met die uit de animatieserie.

## Karakters

### X-Men Team

#### Leraren
- Professor X
- Wolverine
- Storm
- Beast

#### Studenten
- Cyclops
- Jean Grey
- Rogue
- Nightcrawler
- Shadowcat
- Spyke

#### Nieuwe mutanten
De nieuwe mutanten (New Mutants) speelden maar een kleine rol in de serie. Ze werden vooral geïntroduceerd om Xavier’s school meer studenten te geven.
- Iceman
- Cannonball
- Jubilee
- Wolfsbane
- Multiple
- Berzerker
- Magma
- Sunspot
- Boom-Boom
- Marsh

### Vijanden

#### Brotherhood of Mutants
- Mystique
- Toad
- Quicksilver
- Avalanche
- Blob
- Scarlet Witch
- Boom-Boom

#### Magneto’s Acolytes
- Magneto
- Gambit
- Pyro
- Colossus
- Sabretooth
- Mastermind
- Quicksilver

#### HYDRA
- Viper
- Omega Red
- Gauntlet
- Dr. Deborah Risman

#### Overig
- Apocalypse
- Juggernaut
- Mesmero
- Legion
- De Sentinels

### Neutrale mutanten
- Boom-Boom
- De Morlocks:
- Angel
- X-23
- Forge
- Havok
- Destiny
- Leech

## Evolution karakters in de strips en films
In X-Men: Evolution werden ook een aantal nieuwe mutanten geïntroduceerd, die vanwege de populariteit van de serie later in de strips en films werden opgenomen. Een daarvan is X-23. Zij verscheen in de strips in de miniserie “NYX” en in 2005 in haar eigen serie.
Een andere nieuwe mutant was Spyke, in de serie het neefje van Storm. Een op hem gebaseerde mutant verscheen in het stripboek X-Statix. Deze versie van Spyke was echter een familie van Storm en had een heel andere persoonlijkheid. Ook in de film X-Men: The Last Stand verschijnt een mutant met dezelfde krachten als Spyke. Deze “Spyke” is lid van de Brotherhood of Mutants, en wordt in de aftiteling “Spike” genoemd.

## Marvel referenties en cameo’s
X-Men: Evolution bevat een hoop referenties en cameo’s naar andere Marvel Comics karakters en media. Het masker dat door een van de vandalen in de aflevering Mainstream van seizoen 3 wordt gedragen, lijkt zeer sterk op het klassieke Marvel Comics monster Fin Fang Foom. In de aflevering Under Lock and Key van seizoen 3, komt even kort de teamsamenstelling uit de originele X-Men strips voor (Beast, Angel, Jean Grey, Iceman en Cyclops).
Captain America en Nick Fury zijn de enige twee niet-mutanten uit de Marvel strips die een cameo maken in X-Men: Evolution. Er is ook een kleine referentie naar Iron Man en Spider-Man in de aflevering On Angel's Wings. Zo wordt een reclamebord voor Stark Enterprises (het bedrijf van Tony Stark, alias Iron Man) gezien, en leest Angel de krant “Daily Bugle”; de krant waar Peter Parker, alias Spider-Man, voor werkt in de strips.